# Xã Lewis, Quận Clay, Nebraska
Xã Lewis (tiếng Anh: Lewis Township) là một xã thuộc quận Clay, tiểu bang Nebraska, Hoa Kỳ. Năm 2010, dân số của xã này là 150 người.